# Sant'Elena Sannita
Sant'Elena Sannita (già Cameli) è un comune italiano di 284 abitanti della provincia di Isernia in Molise.

## Storia
Le origini di Sant'Elena Sannita, benché incerte, sono di epoca medievale: risulta infatti fondata dopo il Mille ed è citata in documenti del Duecento con il nome di Cameni; nell'età moderna la località è chiamata Castello delli Camilli, evolutosi poi in Li Cameli. Questo nome sarebbe dunque da mettere in relazione con la presenza di un'omonima famiglia nobile, proprietaria di uno dei palazzi del centro storico.

Con riferimento al motivo per cui il paesino fosse chiamato Cameli fino al 1896, Giambattista Masciotta così si esprimeva: 
«Alcuni volevano attribuire tal nome all’eccessiva dabbenaggine dei primevi abitatori:motteggiati e presi a beffe dai vicini, indicati per "cameli" — cioè cammelli o uomini sciocchi — ma crediamo si tratta di una stupida malignità, poiché in vero in Sant’Elena il cervello degli uomini è affinato non meno di quanto i suoi arrotini girovaghi sanno affinare gli arnesi da taglio». 
In realtà, la derivazione dal cammello del nome Cameli  è da ritenere una paretimologia: la sua presenza nello stemma comunale (di cui se ne conserva una versione scolpita sulla balaustra del pulpito della chiesa parrocchiale di San Michele Arcangelo) dipende, infatti, o dalla ripresa di un eventuale stemma nobiliare della famiglia Camilli oppure dalla convinzione, errata, che il nome del paese fosse legato a questo animale. In entrambi i casi, dunque, si tratterebbe di una semplice assonanza fra i due nomi.
Il nome odierno, invece, fu scelto in onore di Flavia Giulia Elena (madre dell'imperatore Costantino I e venerata dai cristiani come Sant'Elena) e della principessa Elena di Montenegro, moglie del futuro sovrano Vittorio Emanuele: a partire dal primo dicembre 1896 il re Umberto I autorizzò il cambiamento con Regio Decreto del 7 novembre dello stesso anno.
Ad esercitare la signoria feudale su queste terre furono prima i Santangelo e i conti di Montagano, poi i conti Orsini di Manoppello che le acquisirono nel 1442. Tornate ai Montagano, risultano di proprietà dei de Bastariis nel 1524; a cavallo tra il XVI ed il XVII secolo furono dei Santomango, dei Marchesano e dei Paolella finché, nel 1627, furono aggiudicate all'asta alla famiglia Tamburri di Agnone, che vi esercitò i diritti fino alla fine del feudalesimo. Nel 1799 il comune fu assegnato al dipartimento del Sangro, cantone di Baranello; nel 1807 passò al distretto di Isernia, governo di Frosolone.
Negli anni trenta del ‘900 Sant’Elena presentava caratteristiche comuni a tanti piccoli centri dell’Italia meridionale: le strade dissestate e difficilmente percorribili rendevano difficili i collegamenti con altri centri, causando un notevole ostacolo allo sviluppo socio-economico di questa area geografica.
L’isolamento territoriale di Sant’Elena Sannita era particolarmente acuito dal fatto che la stazione ferroviaria più vicina era a circa 15 km di distanza, alcuni uffici pubblici di riferimento erano a decine di km e mancava la stazione dei carabinieri. Gli spostamenti, anche considerevoli, avvenivano quasi sempre a piedi o, per i più fortunati, con biciclette o con carrette a trazione animale. Ancora oggi, i più anziani raccontano di trasferimenti avventurosi per poter esercitare il loro mestiere: la maggioranza degli originari di Sant'Elena Sannita era composta da arrotini ambulanti. Motivo da ricercarsi anche nel fatto che i santelenesi avevano la possibilità di procurarsi le attrezzature necessarie per l’esercizio di tale mestiere nel limitrofo comune di Frosolone, da oltre due secoli centro di produzione di arnesi da taglio.
Come tanti altri paesi dell'Italia meridionale anche il Comune di Sant’Elena Sannita è stato toccato in maniera rilevante dal fenomeno dell’emigrazione,  che si può definire “ambiziosa”, in quanto è scaturita non solo dalla ricerca di migliori condizioni di vita, ma anche dalla ferma volontà di affermazione sociale duratura e collettiva. Nel periodo del secondo dopoguerra, emigrando (soprattutto a Roma e a Napoli), lavorando duramente e investendo saggiamente i loro guadagni, i santelenesi, infatti, hanno modificato il loro status socio-economico in pochi decenni.
Il mestiere tradizionalmente svolto dagli emigrati provenienti da Sant'Elena riguardava la vendita, al dettaglio e all'ingrosso, di articoli da taglio e prodotti da barbiere. Ancora oggi un buon numero dei negozi di profumeria a Roma appartengono a proprietari provenienti da questo comune, o da loro discendenti. Da non dimenticare è inoltre l'attività, ormai pressoché scomparsa, dell'arrotino ambulante: talmente caratteristica per gli abitanti di questo centro da aver meritato un monumento in una delle piazze principali del paese.
A Roma, in particolare, gli arrotini santelenesi si suddividevano in maniera spontanea le varie delle zone di lavoro, si muovevano utilizzando biciclette trasformate in laboratori ambulanti grazie ad una piccola mola sistemata sul telaio. Affilavano gli strumenti del chirurgo, i coltelli dei macellai e dei salumieri, le forbici e i rasoi dei barbieri. Ed è proprio per esaudire le richieste dei barbieri che i santelenesi sono diventati anche piccoli commercianti: per procacciarsi un guadagno maggiore e per acquisire nuovi clienti vendevano, tra l’altro, i talchi e le schiume da barba e cominciavano a fiutare la possibilità di incrementare le entrate investendo il piccolo gruzzolo raccolto con tanto sacrificio.
Durante il ventennio che ha preceduto la II guerra mondiale, le piccole aziende si sono sviluppate quasi sempre nel campo della vendita di forbici e coltelli. Intanto si sviluppava il primo germe che avrebbe fatto sbocciare la nuova attività: nelle vetrinette, tra i coltelli e le forbici, cominciavano ad apparire vasetti di brillantina, le scatolette di sapone da barba, i pennelli da barba, le lozioni per capelli.

### Simboli
Lo stemma del comune di Sant'Elena Sannita è stato riconosciuto con decreto del capo del governo dell'11 agosto 1928.
Vi è raffigurato un cammello in campo azzurro, evidente richiamo dell'antico toponimo, accompagnato da uno scaglione e da tre stelle d'oro di sei raggi.

## Monumenti e luoghi d'interesse

### Chiesa di San Michele Arcangelo
La chiesa parrocchiale di San Michele Arcangelo venne costruita nel 1600 come chiesa secondaria intitolata in onore di Sant'Angelo, come testimoniano i nomi delle strade limitrofe. Essa è collocata sulla collina più alta del paese e vi si accede tramite un'imponente scalinata in pietra.
Nel corso degli anni ha subito diverse lavori di ricostruzione e di restauro. Fu ricostruita nel 1805, anno in cui ci fu un terribile sisma e nel 1886 poiché l'edificio fu danneggiato da un fulmine. Con i lavori di ricostruzione effettuati nel 1805 furono apportate delle modifiche alla facciata esterna con l'aggiunta di un campanile mentre con i lavori effettuati nel 1937 furono ridisegnati il coro, il campanile, il tosello, i cappelloni interni e la facciata.
All'interno della chiesa sono conservati registri battesimali e funerari a partire dal 1453.
Attualmente la chiesa di S. Michele Arcangelo è la chiesa più grande del Paese dove vengono celebrate le Messe più importanti.
La struttura della chiesa è articolata in una sola navata con tre cappelloni su ciascun lato, ognuno dedicato al culto di un santo.
Davanti all'ingresso principale si innalza il baldacchino dedicato al santo patrono Michele Arcangelo, il cui culto risale al 1628, anno in cui venne commissionata una statua lignea raffigurante il Santo realizzata da G. Colombo mentre nella zona absidale sono conservati gli otto gruppi scultorei dedicati al culto di santa Filomena. Tra queste, vi è una realizzata dal Citarella nel 1840.
Nella volta centrale, al di sopra dell'altare maggiore, troviamo degli affreschi realizzati dal pittore Mario De Tollis (1902-1971), raffigurante l'ascensione della Vergine in cielo.

### Santa Maria delle Grazie
La chiesa di Santa Maria delle Grazie è considerata la chiesa più ricca e suggestiva del paese. Essa fu costruita utilizzando materiali di antiche cappelle e fu abbellita dall'artista Mario De Tollis che vi ha dedicato gli ultimi anni della sua vita.
Si pensa che l'origine di questa chiesa risalga alla nascita del paese stesso; la sua costruzione fu voluta dai signori feudali. Infatti, la chiesa è situata in prossimità del palazzo baronale ed in origine era denominata Santa Maria in Castellana ma, in seguito all'abolizione del feudalesimo e ai conseguenti cambiamenti sociali, ha cambiato la propria denominazione in quella di Santa Maria delle Grazie.
Vi sono dei documenti che testimoniano nel '700 la presenza di un Arciconfraternita che si occupava della gestione del patrimonio ecclesiastico e dell'istruzione degli adepti. A questa confraternita erano associati la maggior parte degli abitanti.
Anche questa chiesa, così come quella parrocchiale, fu abbattuta dal sisma del 1805. Nel 1826 fu ricostruita e successivamente fu ampliata a spese dell’omonima Confraternita. Badia SS. Cosma e Damiano.
La chiesa è divisa in tre navate che terminano con tre absidi che presentano delle decorazioni dedicati alla Vergine e ai suoi genitori Gioachino ed Anna.
Lungo le navate laterali vi sono delle cappelle affrescate da Mario de Tollis nelle quali sono rappresentate la vita e le opere di vari santi.
Nella cripta al di sotto dell'altare maggiore sono conservate le reliquie di San Francesco.

### Chiesa dei SS Cosma e Damiano
La chiesa di SS. Cosmo e Damiano è situata a circa un chilometro e mezzo dal centro abitato. Essa fu edificata da Domenico Verdile e successivamente ampliata dal figlio, avv. Raffaele Verdile.
Rimase abbandonata dal 1870 al 1895, e nel 1895 i sigg. Verdile la fecero restaurare e riaprire al culto.
Nel 1987 è stata inaugurata una nuova chiesa accanto alla precedente lesionata.
All'interno della chiesa è possibile ammirare la tela realizzata dall'artista Mario De Tollis raffigurante i Santi Cosma e Damiano che ricevono lo Spirito Santo e illuminano con la loro fede il paese e l'eremo ad essi dedicato.

### Il Palazzo Baronale
Il palazzo baronale di Sant'Elena Sannita sorge nella parte più antica del paese ed è stato il luogo di residenza dei Conti e dei Signori del paese. Esso fu edificato nel XV secolo.
La comunità Santelenese è stata assoggettata a varie famiglie. Tra le più importanti si ricordano gli Orsini e, durante la dominazione Spagnola e Borbonica del Regno di Napoli, i Giovan Francesco Santomago.
Purtroppo al momento non è possibile visitare il palazzo, in quanto di proprietà privata e, pertanto, non aperto al pubblico.

### Monumento ai caduti delle guerre mondiali
Il Monumento ai caduti è situato all'ingresso del paese in piazza Trento e Trieste.
Fu costruito alla fine della Prima Guerra Mondiale in onore dei caduti e restaurato successivamente poiché manomesso dalle truppe occupanti durante il secondo conflitto mondiale.

### La fontana dell'Ortapiana
La fontana dell'Ortapiana costituiva, in passato, il principale punto di incontro della comunità.
Le ragazze vi si recavano, con la tina sulla testa,  per attingere l'acqua che serviva per preparare da mangiare o per svolgere le faccende domestiche.
La fontana prende il nome della zona presso la quale è stata edificata, la zona Ortapiana.

### Il Calvario
In occasione del centenario del cambio del nome da Cameli in Sant'Elena Sannita la comunità ha voluto contribuire al restauro di una piccola e preziosa opera collocata in un appezzamento di terra all'estremità del paese.
Avendo subito la struttura ingenti danni a causa dell'acqua e delle intemperie, i cittadini hanno deciso di sostituire le tele antiche, realizzate da don Domenico Prezioso, con delle tele realizzate da un artista santelenese.

## Società

### Evoluzione demografica
Abitanti censiti

## Amministrazione
Nel giugno 2022 si è rinnovata l'Amministrazione Comunale. Ecco la sua composizione: riconfermato per il 3º mandato il Sindaco Giuseppe Terriaca; Maggioranza: Fosca Colli, Nicola Pette, Massimino De Tollis, Antonia Ciarlariello, Umberto Iaciofano, Mauro Ruberto, Gregorio Valente; Minoranza: Nicola Coladangelo (candidato a Sindaco), Gabriele Di Bella, Monia Iannone.

## Sport
Fino al 2016 esisteva il Sant'Elena Sannita Calcio a 5 che disputava il campionato di Serie C1. La squadra non si è poi riscritta al Campionato successivo.